# Crouttes-sur-Marne
Crouttes-sur-Marne – miejscowość i gmina we Francji, w regionie Hauts-de-France, w departamencie Aisne.
Według danych na styczeń 2014 roku gminę zamieszkiwały 653 osoby, a gęstość zaludnienia wynosiła 150,8 osób/km².